# Xã Grand Prairie, Quận Barnes, Bắc Dakota
Xã Grand Prairie (tiếng Anh: Grand Prairie Township) là một xã thuộc quận Barnes, tiểu bang Bắc Dakota, Hoa Kỳ. Năm 2010, dân số của xã này là 48 người.